# غرايم ارتشر (لاعب بولينغ)
غرايم ارتشر (بالإنجليزية: Graeme Archer)‏ هو لاعب بولينغ بريطاني، ولد في 1 فبراير 1967.